# Photedes obsoleta
Photedes obsoleta là một loài bướm đêm trong họ Noctuidae.